# Mindörökké (televíziós sorozat)
A Mindörökké (eredeti cím: Forever) egy amerikai televíziós misztikus sorozat. Főszereplői: Ioan Gruffudd, Alana de la Garza, Joel David Moore, Donnie Keshawarz és Judd Hirsch. A sorozat 2014. szeptember 22-én került adásba az ABC csatornán.

## Cselekmény
|  | Alább a cselekmény részletei következnek! |

Dr. Henry Morgan 1778-ban született Angliában. Apja egy rabszolgákat Amerikába szállító hajó, az Afrika császárnője tulajdonosa volt. A hajón mintegy 300 rabszolgát szállítottak, amikor Henry, aki orvos volt a hajón, elhatározta, hogy kiszabadítja és lázadásra buzdítja őket. Azonban a hajó kapitányának feltűnt, hogy a rabszolgákat őrző ketrec kulcsa eltűnt (ezt Henry magához vette).
Amikor Henry ellenezte egy korábban súlyos beteg, de általa meggyógyított, egészséges rabszolga vízbe dobását, a hajó kapitánya mellbe lőtte, majd a vízbe dobták. Dr. Henry Morgan azóta nem tud meghalni.
Amikor lelőtték, a kezéből kieső kulcsot a rabszolgák felvették, kiszabadultak, és elfoglalták a hajót, majd nagyjából 1500 km-t tettek meg vele északi irányban, így szabad emberként léphettek amerikai földre. A hajó ezután elsüllyedt a rajta lévő arany rakománnyal együtt.
Henry, valahányszor (átmenetileg) meghal, mindig vízben éled újra, teljesen meztelenül. New Yorkban igazságügyi orvosszakértőként dolgozik (közkeletű néven „halottkém”), a halál mibenlétét tanulmányozza, amire szerinte itt van rá leginkább alkalma. Az évek során szerzett rengeteg tapasztalatával segíti Jo Martinez gyilkossági nyomozó és a 11. körzeti rendőrkapitányság munkáját.
Már az első epizódban, a metróbaleset után jelentkezik Henry ellenlábasa telefonon, aki 2000 éve halhatatlan, azóta elvesztette erkölcsi érzékét, és embereket öl. A balesetet azért idézte elő, mert nem volt biztos benne, hogy Henry halhatatlan. A rejtélyes telefonáló szeretné, ha meg tudna halni.
Dr. Henry Morgan 1888-ban, Hasfelmetsző Jack idején Londonban végezte ugyanezt a munkát. Akkoriban Henry bajuszt viselt.
Az esetek felderítése során gyakran megelevenednek számára a régi emlékek, amikre élénken emlékezik, és vigyáznia kell, hogy ne a szemtanú szavaival beszéljen róluk.
Jó megfigyelő, igen apró jelekből kiolvassa a beszélgető partnere (vagy az áldozat) élettörténetét. Sokféle nyelven beszél vagy olvas.
Társa, Jo Martinez nyomozó előtt nem fedi fel az igazi kilétét.

## Szereplők

### Főszereplők
| Színész            | Szereplő             | Magyar hang        | Leírás                                                              |
| ------------------ | -------------------- | ------------------ | ------------------------------------------------------------------- |
| Ioan Gruffudd      | Dr. Henry Morgan     | Varga Gábor        | Igazságügyi orvosszakértő, (korábban) Abigail férje, Abe nevelőapja |
| Alana de la Garza  | Jo Martinez          | Kisfalvi Krisztina | Gyilkossági nyomozó                                                 |
| Joel David Moore   | Lucas                | Szabó Máté         | Igazságügyi orvosszakértő segéd, képregényrajongó                   |
| Donnie Keshawarz   | Mike Hanson          | Zöld Csaba         | Nyomozó                                                             |
| Barbara Eve Harris | Marcia Roark         |                    | Hadnagy                                                             |
| Lorraine Toussaint | Joanna Reece         |                    | Hadnagy                                                             |
| Judd Hirsch        | Abraham 'Abe' Morgan | Papp János         | Henry és Abigail fogadott fia, a történet idején idős ember         |
| MacKenzie Mauzy    | Abigail              | Gáspár Kata        | Ápolónő, Henry felesége, Abe nevelőanyja                            |

### Vendég- és mellékszereplők
| Színész                | Szereplő                            | Magyar hang   | Leírás                                  |
| ---------------------- | ----------------------------------- | ------------- | --------------------------------------- |
| Burn Gorman            | Adam                                | Fekete Zoltán | a másik halhatatlan                     |
| James McCaffrey        |                                     |               |                                         |
| Dave Quay              |                                     |               |                                         |
| Shamika Cotton         | Anita                               |               |                                         |
| Christina Bennett Lind | Szása Szavcsenko                    |               | Ukrán kémikus, Anton testvére           |
| Eric Williams Morris   | Dr. James Carter                    |               | Orvos 1906-ban, Henry barátja           |
| Mather Zickel          | Dr. Frederick Garner / Harold Price |               | Az Aterna Wellness Clinic „orvosa”      |
| Steve Cirbus           | Anton Vann                          |               | Mentős, Szása testvére                  |
| Kathleen Chalfant      | Gloria Carlyle                      |               |                                         |
| Rosalind Chao          | „Francia”, régiségkereskedő         |               |                                         |
| Jane Seymour           | Maureen Delacroix                   |               | Abe exfelesége                          |
| Hilarie Burton         | Iona Payne / Dr. Molly Dawes        |               | Pszichológus, domina                    |
| Cuba Gooding Jr.       |                                     |               | befektető, érdeklődik Jo Martinez iránt |

## Epizódok
| Évad | Évad | Részek száma | Részek száma | Eredeti sugárzás     | Eredeti sugárzás | Eredeti adó | Magyar sugárzás   | Magyar sugárzás  | Magyar adó |
| Évad | Évad | Részek száma | Részek száma | Évadbemutató         | Évadzáró         | Eredeti adó | Évadbemutató      | Évadzáró         | Magyar adó |
| ---- | ---- | ------------ | ------------ | -------------------- | ---------------- | ----------- | ----------------- | ---------------- | ---------- |
|      | 1.   | 22           | 22           | 2014. szeptember 22. | 2015. május 5.   | ABC         | 2016. március 15. | 2016. június 21. | AXN        |

### 1. évad (2014–2015)
| Sor. | Év. | Cím                                     | Rendező           | Író                | Premier              | Nézettség         | Gyártási szám |
| ---- | --- | --------------------------------------- | ----------------- | ------------------ | -------------------- | ----------------- | ------------- |
| 1.   | 1.  | Pilot                                   | Brad Anderson     | Matt Miller        | 2014. szeptember 22. | 8,26 millió n. a. | 101           |
| 2.   | 2.  | Look Before You Leap                    | Sam Hill          | Matt Miller        | 2014. szeptember 23. | 6,62 millió n. a. | 102           |
| 3.   | 3.  | Fountain of Youth                       | David Warren      | Janet Lin          | 2014. szeptember 30. | 5,69 millió n. a. | 103           |
| 4.   | 4.  | The Art of Murder                       | Jace Alexander    | Chris Fedak        | 2014. október 7.     | 5,17 millió n. a. | 104           |
| 5.   | 5.  | The Pugilist Break                      | John T. Kretchmer | Phil Klemmer       | 2014. október 14.    | 4,81 millió n. a. | 105           |
| 6.   | 6.  | The Frustrating Thing About Psychopaths | Zetna Fuentes     | Sarah Nicole Jones | 2014. október 21.    | 4,95 millió n. a. | 106           |
| 7.   | 7.  | New York Kids                           | Steve Shill       | Zev Borow          | 2014. október 28.    | 4,95 millió n. a. | 107           |
| 8.   | 8.  | The Ecstasy of Agony                    | Brad Anderson     | Allen MacDonald    | 2014. november 11.   | 4,23 millió n. a. | 108           |
| 9.   | 9.  | 6 A.M.                                  | Peter Lauer       | Dean Carpentier    | 2014. november 18.   | 4,43 millió n. a. | 109           |
| 10.  | 10. | The Man in the Killer Suit              | Jace Alexander    | Cameron Litvack    | 2014. december 2.    | 5,17 millió n. a. | 110           |
| 11.  | 11. | Skinny Dipper                           | Steve Boyum       | Chris Fedak        | 2014. december 9.    | 5,20 millió n. a. | 111           |
| 12.  | 12. | The Wolves of Deep Brooklyn             | Rob Bailey        | Zev Borow          | 2015. január 6.      | 4,93 millió n. a. | 112           |
| 13.  | 13. | Diamonds Are Forever                    | John T. Kretchmer | Janet Lin          | 2015. január 13.     | 4,75 millió n. a. | 113           |
| 14.  | 14. | Hitler on the Half Shell                | David Warren      | Sarah Nicole Jones | 2015. február 3.     | 4,39 millió n. a. | 114           |
| 15.  | 15. | The King of Columbus Circle             | Matt Barber       | Phil Klemmer       | 2015. február 10.    | 4,62 millió n. a. | 115           |
| 16.  | 16. | Memories of Murder                      | Zetna Fuentes     | Anderson Mackenzie | 2015. február 24.    | 4,66 millió n. a. | 116           |
| 17.  | 17. | Social Engineering                      | Antonio Negret    | John Enbom         | 2015. március 3.     | 4,40 millió n. a. | 117           |
| 18.  | 18. | Dead Men Tell Long Tales                | Antonio Negret    | John Enbom         | 2015. március 24.    | 4,42 millió n. a. | 118           |
| 19.  | 19. | Punk is Dead                            | John F. Showalter | Ildy Modrovich     | 2015. március 31.    | 4,66 millió n. a. | 119           |
| 20.  | 20. | Best Foot Forward                       | John T. Kretchmer | Sarah Nicole Jones | 2015. április 7.     | 4,06 millió n. a. | 120           |
| 21.  | 21. | The Night in Question                   | Michael Fields    | Phil Klemmer       | 2015. április 21.    | 4,04 millió n. a. | 121           |
| 22.  | 22. | The Last Death of Henry Morgan          | Brad Anderson     | Matt Miller        | 2015. május 8.       | 4,13 millió n. a. | 122           |